# ミゾゴイ
ミゾゴイ（溝五位、Gorsachius goisagi）は、鳥綱ペリカン目サギ科ミゾゴイ属に分類される鳥類。

## 分布
インドネシア、中華人民共和国南東部、台湾、大韓民国、日本、フィリピン、ロシア東部
ほぼ日本（本州、四国、九州、伊豆諸島など）で繁殖するが、台湾や済州島でも繁殖した例がある。冬季になると主にフィリピンへ南下し越冬するが、台湾や日本（九州、南西諸島）でも少数個体が越冬する。パラオに飛来した例もある。

## 形態
全長49センチメートル。翼長25 - 29センチメートル。翼開張80 - 90センチメートル。体重470 - 530グラム。頭頂は濃赤褐色。体上面は赤褐色。体下面の羽衣はクリーム色で、黒い縦縞が入る。翼には黒い斑点が入る。
上嘴の色彩は黒、下嘴は黄色。後肢の色彩は黒緑色。

## 生態
標高1,000メートル以下にある、平地から低山地にかけての森林に生息する。沢の周辺で採食・営巣することを好むが、これは沢の周辺は湿度が高いうえに土壌が厚いので獲物が豊富なためだと考えられている。単独もしくはペアで生活する。2007年および2008年にあきる野市で行われた巣の観察例では、採食や雛への給餌は昼間のみ行われていたという報告もある。危険を感じると頸部を伸ばして上を見上げて外敵に向かって下面を向け、木の枝に擬態する。
昆虫、サワガニなどの甲殻類、陸棲の貝類、ミミズなどを食べる。森林内の河川、湿原、地表などを徘徊し獲物を捕食する。
繁殖様式は卵生。ケヤキやコナラ・サクラなどの樹上に営巣することが多いが、地域によってはマツ類の樹上にも営巣する。太い樹上に木の枝を組み合わせた巣を作り、5 - 7月に3 - 4個の卵を産む。抱卵期間は20 - 27日。雛は34 - 37日で巣立つ。

## 人間との関係
鳴き声からウシドリ、ウメキドリ、ヤマイボなどの方言名がある。
以前は繁殖地と非繁殖地の森林伐採などによる生息地の破壊により、生息数が減少していると考えられていた。近年は越冬地での生息地の破壊や、越冬地や渡りの途中での狩猟により生息数が減少していると考えられている。2020年の時点では生息数は減少傾向にあるものの、生息数の調査が進められたことで以前考えられていたよりは生息数は多いと考えられている。
日本
1952年 - 1999年にかけての飼育個体数すなわち保護個体数の推移から、1960年代以降は生息数が激減していると考えられている。一例として山梨県の久那土では1950年代には繁殖が確認されていたが、1990年代の時点ではほぼ繁殖例が確認されなくなっている。針葉樹の植林による営巣地の減少などにより、生息数が減少していると考えられていた。近年の日本の森林減少率は大きなものではなく、減少の主因は上記のように越冬地や渡りの途中にあると考えられるようになった。都市部周辺ではオオタカやハシブトガラス、伊豆諸島では人為的に移入されたイタチ類による捕食による影響が懸念されている。生息数は1,000羽とされることもあるが、科学的根拠はない。
絶滅危惧II類 (VU)（環境省レッドリスト）